# Emma Salazar
Emma Salazar (2 de agosto de 1967) es una deportista venezolana que compitió en judo. Ganó una medalla de bronce en el Campeonato Panamericano de Judo de 1990 en la categoría de +72 kg.

## Palmarés internacional
| Campeonato Panamericano | Campeonato Panamericano | Campeonato Panamericano | Campeonato Panamericano |
| Año                     | Lugar                   | Medalla                 | Categoría               |
| ----------------------- | ----------------------- | ----------------------- | ----------------------- |
| 1990                    | Caracas (Venezuela)     | Medalla de bronce       | +72 kg                  |